# Mistrzostwa Świata Juniorów w Saneczkarstwie 2003
18. Mistrzostwa świata juniorów w saneczkarstwie 2003 odbyły się w dniach 15 - 16 lutego w niemieckim Königssee. W tym mieście mistrzostwa odbyły się już drugi raz (wcześniej w 1986 oraz 1991). Rozegrane zostały cztery konkurencje: jedynki kobiet, jedynki mężczyzn, dwójki mężczyzn oraz zawody drużynowe. W tabeli medalowej najlepsi byli Niemcy.

## Wyniki

### Jedynki kobiet[1]
| Medal | Zawodniczka         | Narodowość        | Czas     | Strata |
| ----- | ------------------- | ----------------- | -------- | ------ |
|       | Anja Eberhardt      | Niemcy            | 1:37.475 |        |
|       | Tatjana Hüfner      | Niemcy            | 1:37.545 | +0.070 |
|       | Corinna Martini     | Niemcy            | 1:37.760 | +0.285 |
| 4.    | Julia Clukey        | Stany Zjednoczone | 1:37.972 | +0.497 |
| 5.    | Maija Tīruma        | Łotwa             | 1:39.063 | +1.588 |
| 6.    | Aija Katkovska      | Łotwa             | 1:39.068 | +1.593 |
| 7.    | Nina Reithmayer     | Austria           | 1:39.162 | +1.687 |
| 8.    | Sabine Wörtenberger | Austria           | 1:39.271 | +1.796 |
| ...   | ...                 | ...               | ...      | ...    |
| 26.   | Sylwia Dobija       | Polska            | 1:42.636 | +5.161 |

### Jedynki mężczyzn[2]
- Data: Niedziela 16 lutego 2003

| Medal | Zawodnik        | Narodowość        | Czas     | Strata |
| ----- | --------------- | ----------------- | -------- | ------ |
|       | Denis Bertz     | Niemcy            | 1:35.552 |        |
|       | Patrik Dietzsch | Niemcy            | 1:35.558 | +0.006 |
|       | Logan Gastio    | Stany Zjednoczone | 1:35.724 | +0.172 |
| 4.    | Nico Oetzel     | Niemcy            | 1:35.733 | +0.181 |
| 5.    | Juris Šics      | Łotwa             | 1:35.806 | +0.254 |
| 6.    | Jeff Christie   | Kanada            | 1:35.874 | +0.332 |
| 7.    | Andreas Graitl  | Niemcy            | 1:35.889 | +0.337 |
| 8.    | Daniel Pfister  | Austria           | 1:36.000 | +0.448 |

### Dwójki mężczyzn[3]
- Data: Sobota 15 lutego 2003

| Medal | Zawodnicy                               | Narodowość        | Czas     | Strata |
| ----- | --------------------------------------- | ----------------- | -------- | ------ |
|       | Yukio Griffall/Dan Joye                 | Stany Zjednoczone | 1:32.139 |        |
|       | Samuel Edney/Gwyn Lewis                 | Kanada            | 1:32.638 | +0.499 |
|       | Iwan Newmerjitski/Władimir Prokorow     | Rosja             | 1:32.835 | +0.696 |
| 4.    | Mike Gerner/Christian Weise             | Niemcy            | 1:32.874 | +0.735 |
| 5.    | Matthew Mortensen/Garon Thorne          | Stany Zjednoczone | 1:32.901 | +0.762 |
| 6.    | Tobias Wendl/Tobias Arlt                | Niemcy            | 1:32.942 | +0.803 |
| 7.    | Hans-Peter Fischnaller/Bernhard Prinoth | Włochy            | 1:33.560 | +1.421 |
| 8.    | Andris Šics/Marcis Kalnins              | Łotwa             | 1:33.706 | +1.567 |

### Drużynowe
| Medal | Zawodniczka | Narodowość        | Czas | Strata |
| ----- | ----------- | ----------------- | ---- | ------ |
|       |             | Stany Zjednoczone |      |        |
|       |             | Niemcy            |      |        |
|       |             | Austria           |      |        |

## Klasyfikacja medalowa
| Miejsce | Państwo           |   |   |   | Razem |
| ------- | ----------------- | - | - | - | ----- |
| 1.      | Niemcy            | 2 | 3 | 1 | 6     |
| 2.      | Stany Zjednoczone | 2 | 0 | 1 | 3     |
| 3.      | Kanada            | 0 | 1 | 0 | 1     |
| =4.     | Austria           | 0 | 0 | 1 | 1     |
| =4.     | Rosja             | 0 | 0 | 1 | 1     |